# Millaphon Records
Millaphon Records ist ein von dem Filmkomponisten Gerd Baumann, dem Veranstalter Till Hofmann und dem ehemaligen Fußballspieler Mehmet Scholl Anfang 2011 gegründetes Indie-Plattenlabel aus München.

## Künstler
- Angela Aux
- Balloon Pilot
- Bittenbinder
- Django 3000
- Dobré
- Dreiviertelblut
- Hannes Ringlstetter
- Henny Herz
- Keller Steff & Band
- The Marble Man
- The Moonband
- Moop Mama
- Ringlstetter
- Stray Colors